# کاتسروف (ناحیه پلزن-شمالی)
کاتسروف (به چکی: Kaceřov) یک منطقهٔ مسکونی در جمهوری چک است که در ناحیه پلزن-شمالی واقع شده‌است. کاتسروف ۴٫۲۷ کیلومتر مربع مساحت و ۱۲۲ نفر جمعیت دارد و ۳۳۸ متر بالاتر از سطح دریا واقع شده‌است.